# Gedenkteken voor alle gevallen slachtoffers in bezettingstijd

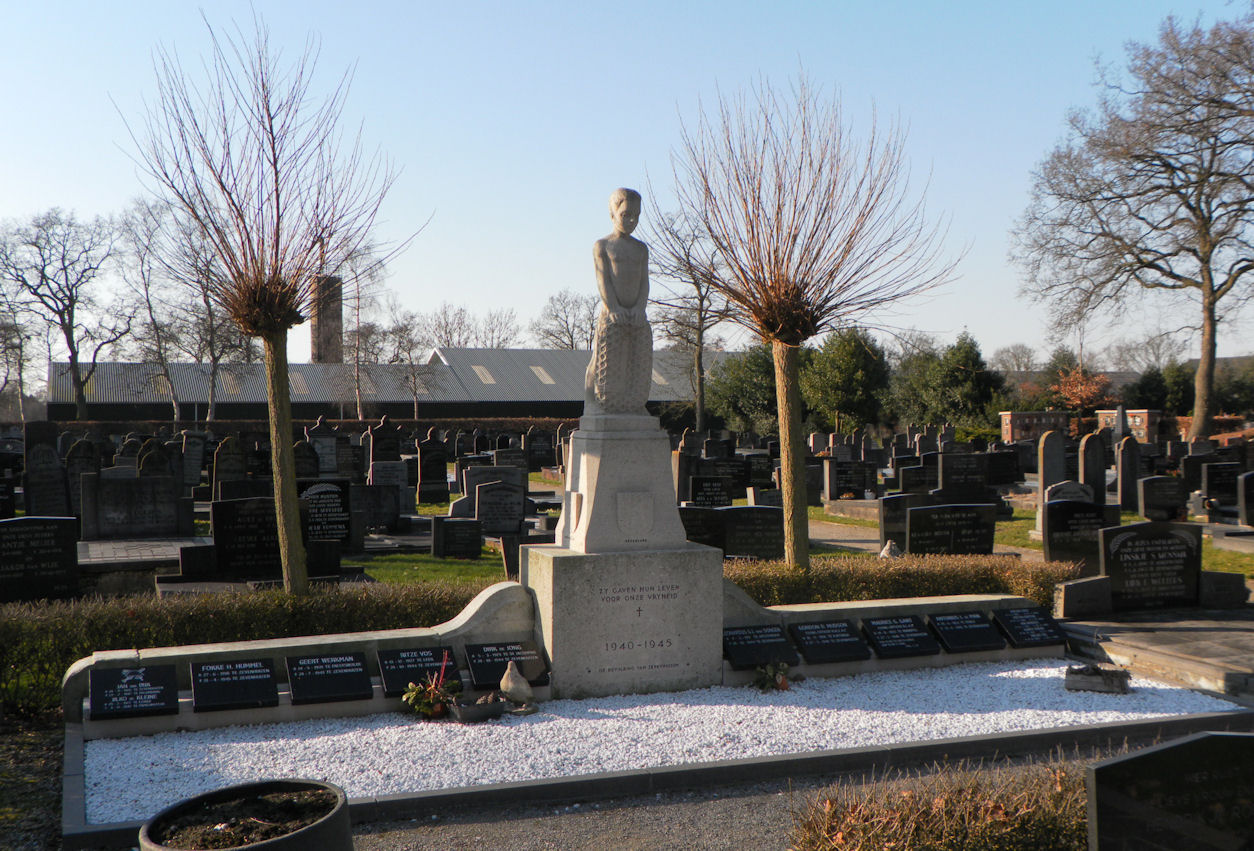
Overzichtsfoto

Het gedenkteken voor alle gevallen slachtoffers in bezettingstijd is een monument in Zevenhuizen in de Nederlandse gemeente Westerkwartier.

## Het gedenkteken
Na de Tweede Wereldoorlog werd op de Algemene begraafplaats aan de Kerkhoflaan in Zevenhuizen een gedenkteken opgericht, naar een ontwerp van Pit van Loo. Op het voetstuk de tekst "Zij gaven hun leven voor onze vrijheid 1940-1945 de bevolking van Zevenhuizen". Het monument wordt bekroond met een beeld van een naakte jongen met krans, gemaakt door Wladimir de Vries.
Aan de voet van het monument werden acht mannen begraven, hun namen werden vermeld op dekstenen: Werkman, lid van het verzet werd 24 juli 1943 bij een razzia thuis vermoord. Van Dongen, De Jong en Vos werden in de nacht van 23 op 24 oktober 1944 gefusilleerd door de Sicherheitsdienst bij de brug in buurtschap De Haspel (waar ook een monument werd opgericht). De Flying Officers Hudson en Gant kwamen 27 maart 1945 om bij een ongeluk tussen twee Mosquito's, waarbij hun vliegtuig neerstortte bij het Commissiebos. Hummel en De Man gingen 13 april 1945, de dag na de bevrijding van het Westerkwartier, op stap om landwachters te arresteren, maar werden in de val gelokt en doodgeschoten.
Het monument werd op 5 mei 1948 onthuld door Aukje Kooistra, zij was tijdens de oorlog als koerierster actief voor het verzet.

### Renovatie
In 1990, na de 45e verjaardag van de bevrijding, werd besloten het monument te restaureren, het Oranje Comité nam hiervoor het initiatief. Zowel de toenmalige gemeente Leek als de Oorlogsgravenstichting werden erbij betrokken. De oorspronkelijke liggende dekstenen werden vervangen door acht kleine, schuinstaande stenen met de namen van de acht die hier werden begraven. Er werden twee extra stenen toegevoegd, met aan de linkerkant van het monument de namen van twee mannen die in Nederlands-Indië omkwamen (Van Dijk en De Kleine) en aan de rechterkant de namen van vijf oorlogsslachtoffers die elders zijn overleden (Bolt, Krijthe, Nobach, Roede en Tel). Een naastgelegen graf werd in overleg met de familie verplaatst, om doorloop bij het monument te creëren.
Na de renovatie werd het monument in 1995 opnieuw onthuld door mevrouw Aukje van der Linden-Kooistra, in aanwezigheid van onder anderen commissaris der koningin Henk Vonhoff.

## Slachtoffers
Het monument bevat de namen van vijftien slachtoffers, vermeld op tien platen. De namen van links naar rechts:
- Jan van Dijk (Zevenhuizen, 24 november 1926 - Palembang, 22 juli 1947)
- Jilko de Kleine (Ezinge, 25 maart 1927 - Pameungpeuk, 4 november 1947)
- Fokke H. Hummel (Zevenhuizen, 27 juni 1918 - Zevenhuizen, 13 april 1945)
- Geert Werkman (Paterswolde, 14 mei 1901 - Zevenhuiven, 24 juli 1943)
- Ritze Vos (Leek, 13 december 1927 - Zevenhuizen, 24 oktober 1944)
- Dirk de Jong (Sint Jacobiparochie, 5 maart 1923 - Zevenhuizen, 24 oktober 1944)
- Leonardus G.J. van Dongen (Amsterdam, 4 februari 1911 - Zevenhuizen, 24 oktober 1944)
- Gordon D. Hudson (Kaponga, 16 november 1918 - Zevenhuizen, 27 maart 1945), Flying Officer R.N.Z.A.F
- Maurice G. Gant (Winnipeg, 14 augustus 1923 - Zevenhuizen, 27 maart 1945), Flying Officer R.C.A.F
- Antonius J. de Man (Venlo, 25 juni 1922 - Zevenhuizen, 13 april 1945)
- Pieter Bolt (1 mei 1916 - 27 februari 1942)
- Pieter Krijthe (27 december 1924 - 2 december 1944)
- Jan Nobach (22 februari 1921 - 10 november 1943)
- Karst Roede (10 december 1921 - 6 februari 1945)
- Hielke Tel (16 augustus 1920 - 26 januari 1945)